# Keskikallio, Gustavs
Keskikallio är en ö i Finland. Den ligger i Skärgårdshavet eller Bottenhavet och i kommunen Gustavs i den ekonomiska regionen  Nystadsregionen i landskapet Egentliga Finland, i den sydvästra delen av landet. Ön ligger omkring 71 kilometer väster om Åbo och omkring 220 kilometer väster om Helsingfors.
Öns area är 3,2 hektar och dess största längd är 340 meter i nord-sydlig riktning.